# Noordoostelijke Congolese laaglandbossen
De Noordoostelijke Congolese laaglandbossen zijn een ecoregio in het Kongobekken en een van de vijf ecoregio's binnen de Congolese regenwouden. Het gebied beslaat Congo-Kinshasa en de Centraal-Afrikaanse Republiek. Het grootste deel van het terrein ligt op 600 tot 1000 meter boven zeeniveau. Het bevat grote aaneengesloten laaglandbossen. De belangrijkste rivieren in de regio zijn de Uele, Kongo, Elila en Mbomou.
Endemische soorten in de ecoregio zijn onder andere de bedreigde okapi, de watercivetkat (Genetta piscivora) en de congopauw (Afropavo congensis). Belangrijke beschermde gebieden in de regio zijn de nationale parken Maïko en Kahuzi-Biéga, het Yangambireservaat en het Okapiwildpark.